# Peptídeo YY
Peptídeo YY é um hormônio intestinal produzido por células enteroendócrinas em vários locais do trato digestivo. É um inibidor do apetite no intervalo entre as refeições, sendo fortemente ativado por refeições ricas em proteína.